# Piazza Armerina

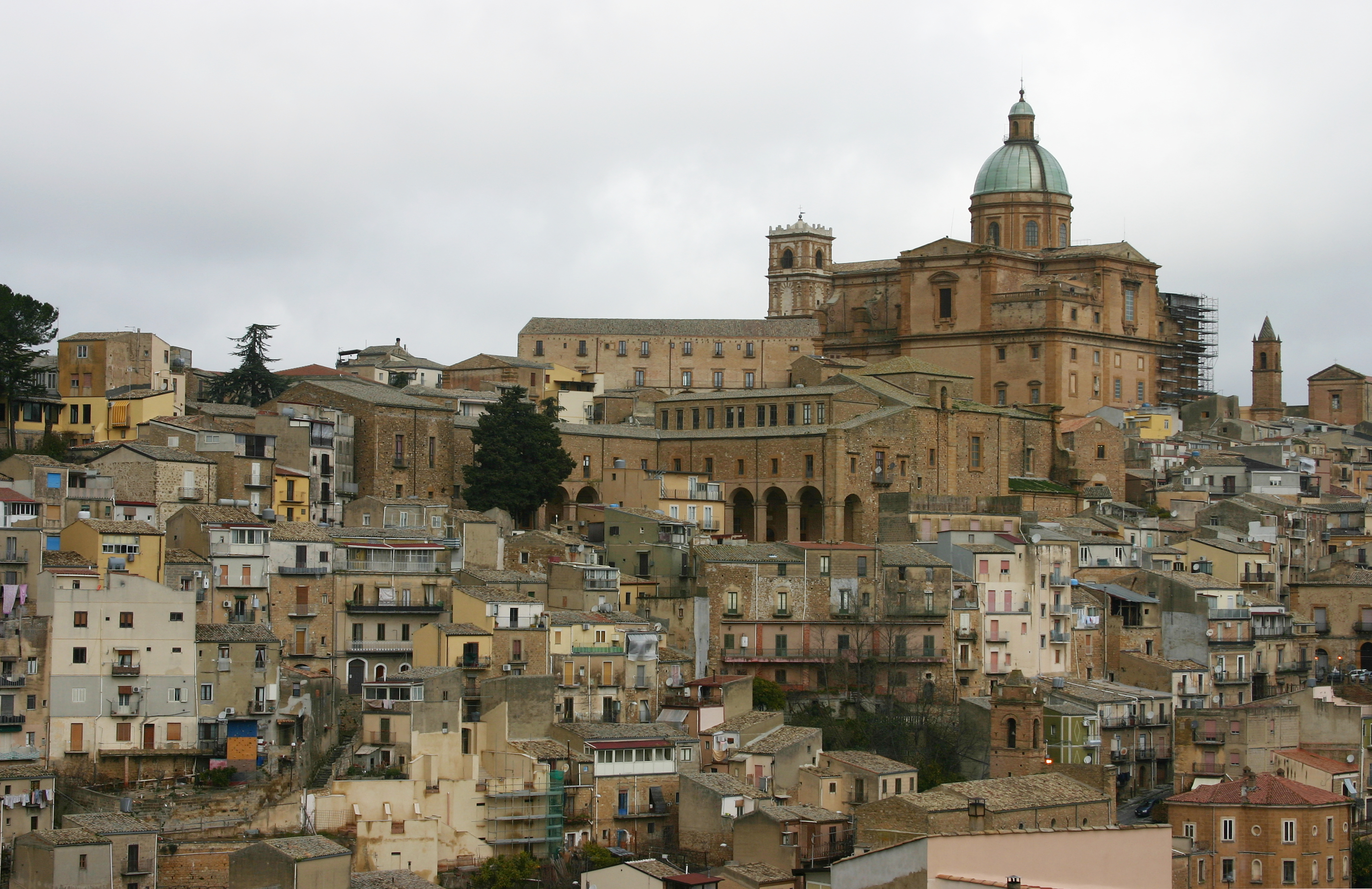
Vista de la localidad.

Piazza Armerina es un municipio italiano de 20.766 habitantes en la provincia de Enna, en la Sicilia central, famosa por los mosaicos romanos de la villa del Casale. En siciliano se la llama Chiazza, en el dialecto local galo-sículo es Ciazza.

Ubicación de la ciudad de Piazza Armerina dentro de la provincia de Enna.

## Evolución demográfica
| Gráfica de evolución demográfica de Piazza Armerina entre 1861 y 2001 |
|                                                                       |
| Fuente ISTAT - Elaboración gráfica por parte de Wikipedia             |

## Historia
La ciudad de Piazza (tal como se llamaba antes de 1862) comenzó durante la dominación normanda de Sicilia (siglo XI), pero la zona estaba habitada desde tiempos prehistóricos. La ciudad floreció también durante los tiempos romanos, como muestra la destacada villa romana del Casale.

## Lugares de interés
Además de por los mosaicos romanos del Casale, la ciudad tienen destaca el Duomo o catedral, construida en los siglos XVII-XVIII, así como el Castillo aragonés (1392-96).

## Cultura
Piazza Armerina es la sede del más famoso Palio dei Normanni, una representación con disfraces de época de la entrada del conde Roger I en la ciudad, que se celebra los días 14-15 de agosto.